# Bob Corker
Robert Phillips "Bob" Corker, Jr. (Orangeburg, 24 de agosto de 1952) é um político norte-americano que serviu, de 2007 a 2019 como senador pelo estado do Tennessee no Congresso dos Estados Unidos. Corker, um político do Partido Republicano, serviu por quatro anos como o presidente do Comitê do Senado para as Relações Exteriores no 115° Congresso.
Em 1978, Corker fundou uma construtora de sucesso, a qual ele vendeu em 1990. Ele concorreu na Eleição para Senador do Tennessee no congresso americano em 1994, mas foi derrotado pelo futuro líder da maioria do senado Bill Frist nas primárias republicanas. Nomeado pelo governador, Don Sundquist, Corker trabalhou como Comissário de Finanças e Administração do Estado do Tennessee de 1995 a 1996. Ele mais tarde adquiriu duas das maiores companhias de imóveis em Chattanooga, antes de ser eleito o 71° prefeito de Chattanooga em 2000; ele serviu por um mandato, de 2001 a 2005.
Corker anunciou a sua candidatura na Eleição para Senador do Tennessee no congresso americano em 2006 depois que Frist, o incumbente por dois mandatos, anunciou a sua aposentadoria do senado. Corker derrotou o concorrente democrata, Harold Ford Jr. nas eleições gerais, com 51% dos votos. Em 2012 Corker foi reeleito, derrotando o democrata Mark E. Clayton, com 65% a 30%. No dia 26 de setembro de 2017, Corker anunciou que não buscaria a reeleição em 2018.

## Juventude e família
Corker nasceu em Orangeburg, na Carolina do Sul, filho de Jean J. (Hutto) e Robert Phillips "Phil" Corker. Sua família mudou-se para o Tennessee quando ele tinha 11 anos. Ele se formou na Chattanooga High School em 1970 e conseguiu um Bachelor of Science em gerenciamento industrial da Universidade do Tennessee, de Knoxville em 1974. Corker é um membro da fraternidade Sigma Chi. O colega de quarto de Corker na fraternidade Sigma Chi foi o atual dono do Cleveland Browns, Jimmy Haslam, cujo irmão é o atual governador do Tennessee, Bill Haslam.
Durante os seus vinte anos Corker participou de uma missão ao Haiti, a qual ele credita por inspirá-lo a ser mais ativo em sua comunidade. Após o seu retorno, Corker ajudou a fundar a Chattanooga Neighborhood Enterprise, uma organização sem fins lucrativos que mantém a educação de milhares de tenessianos desde a sua criação em 1986.
Corker e sua esposa Elizabeth, com quem ele se casou em 10 de janeiro de 1987, têm duas filhas. A residência permanente da família é na Mansão Anne Haven, construída pelos herdeiros da Coca-Cola Bottling Company Anne Lupton e Frank Harrison.

## Carreira empresarial
Em uma entrevista com Esquire, Corker disse que havia começado a trabalhar aos treze anos de idade, coletando lixo e guardando gelo. Mais tarde, ele trabalhou na Western Auto e como um construtor. Após terminar a faculdade, ele fundou uma companhia de bem sucedida de construção, a Bencor, em 1978, de acordo com Corker essa companhia crescia 80% ao ano, também de acordo com Corker, na metade dos anos 1980, a companhia carregava projetos em dezoito estados. Ele vendeu a companhia em 1990.
Em 1999, Corker adquiriu duas das maiores companhias imobiliárias em Chattanooga: A Osborne Building Corporation e a Stone Fort Land Company. Em 2006 ele vendeu as propriedades e espaços que formavam essas companhias para o empresário, Henry Luken.
Em reconhecimento a sua carreira empresarial de sucesso, em 2005, a Universidade do Tennessee em Chattanooga o prêmiou em seu “Hall da Fama.” Em 2008, a fortuna de Corker era estimada em mais de dezenove milhões.

## Campanha para o Senado em 1994
Corker concorreu para o senado dos Estados Unidos em 1994, terminado em segundo lugar nas primárias republicanas para o vencedor da eleição, Bill Frist. Durante as primárias, o gerente de campanha de Frist atacou Corker, chamando ele de "escória da lagoa". Apesar da retórica, Corker chegou em Nashville na manhã seguinte a primária e ofereceu sua assistência a campanha de Frist. Ele apoiou a campanha de Frist nas eleições gerais. De 1995 a 1996, Corker foi o Comissário de Finanças e Administração do Estado do Tennessee, sendo nomeado pelo governador na época, Don Sundquist.

## Prefeito de Chattanooga

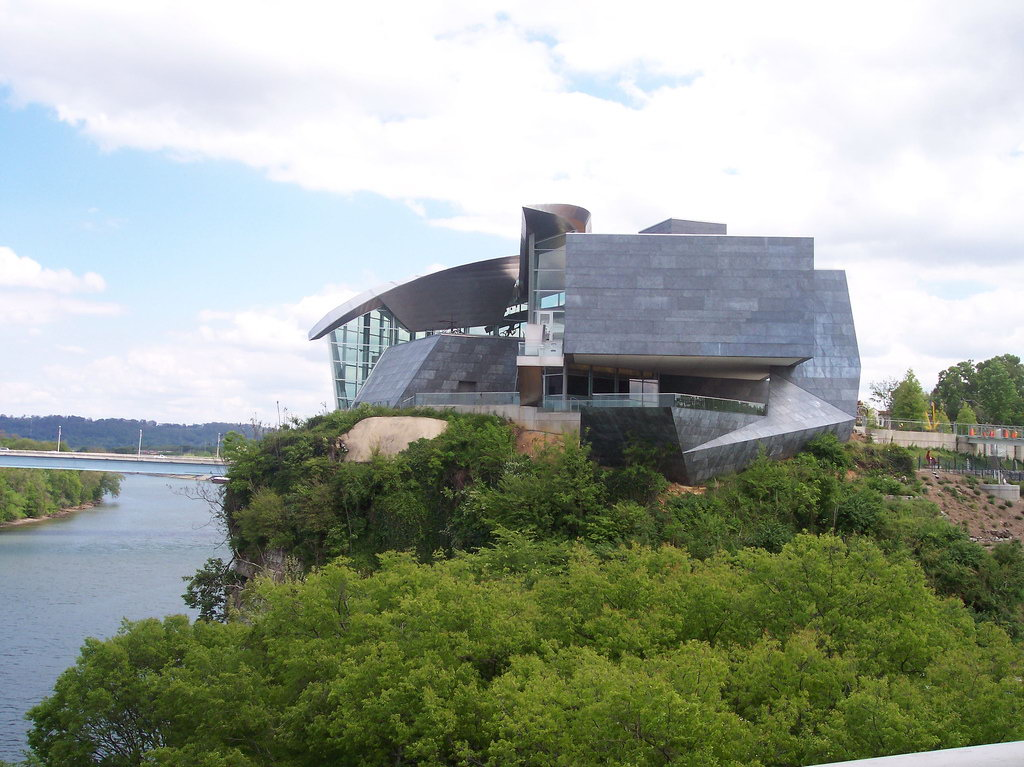
Extensão atual do Museu Hunter da Arte Americana

Corker serviu como prefeito de Chattanooga de 2001 a 2005. No cargo, ele implementou um sistema de bônus pelo mérito para professores. O sistema, iniciado em 2002, premia professores e diretores com bônus pela melhora no desempenho dos estudantes. Entretanto, uma repórter do Education Sector, sugeriu que um treinamento dos professores tinha muito a ver com o desempenho dos alunos.
Em 2003 Corker iniciou um programa chamado ChattanoogaRESULTS, que facilitava reuniões mensais com os administradores do serviço público para avaliar os seus desempenhos e abrir metas para melhorá-los. O programa foi mantido pelo sucessor de Corker, Ron Littlefield. Corker deu o crédito a colaboração aumentada entre os departamentos pela diminuição no crime em Chattanooga. Os arquivos da cidade mostram uma redução de aproximadamente 26% nos crimes e de 50% nos crimes violentos entre 2001 e 2004.
Também durante a sua administração, Corker trabalhou num projeto de renovação ribeirinha de cento e vinte milhões de dólares, que incluía a expansão do Museu Hunter, e a renovação do Creative Discovery Museum, uma expansão do Rio Chattanooga, e a adição de um novo prédio de água salgada no Aquário do Tennessee.

## Senador dos Estados Unidos

### Eleição de 2006
Em 2004, Corker anunciou que ele concorreria à cadeira do senado deixada pelo senador Bill Frist, que havia declarado que não iria concorrer a reeleição. Nas primárias republicanas, Corker enfrentou dois congressistas, Ed Bryant and Van Hilleary. Ambos os oponentes concorreram como ultra-conservadores, denunciando Corker como um moderado e eventualmente o chamando de esquerdista. Durante a sua campanha, Corker gastou 4,2 milhões de dólares em propaganda televisiva, especialmente na região oeste do estado, onde ele não era muito conhecido. Nas primárias em agosto, ele venceu com 48% dos votos; Bryant ficou com 34% e Hilleary com 17%.
Na campanha das eleições gerais, o oponente democrata de Corker, Harold Ford, Jr., desafiou Corker a sete debates televisionados pelo estado. Em resposta, Corker disse que iria debater com Ford, mesmo que não concordasse em sete debates. Os dois candidatos acabaram participando de três debates televisionados, em Memphis no dia 7 de outubro, em Chattanooga no dia 10, e em Nashville no dia 28.
A corrida entre Ford e Corker foi descrita como descrita como "uma das mais competitivas e maldosas" no país. Em outubro de 2006, as pesquisas indicavam uma leve vantagem de Ford sobre Corker, o Comitê Nacional Republicano criou uma propaganda controversa que atacava Ford. Na segunda propaganda de 30, frases de efeito de "gente das ruas" pronunciavam Ford errado mais duas tomadas de uma mulher branca animada se lembrando de ter encontrado Ford (que é afro-americano e solteiro na época) na "Festa de Playboy". A propaganda termina com essa mulher furtivamente convidando Ford a telefonar para ela. O vídeo foi denunciado como racista por muitas pessoas, incluindo o ex-senador republicano e Secretário da Defesa, William Cohen, que chamou o vídeo de "um apelo muito sério ao sentimento racista." Ironicamente, Corker subiu nas pesquisas de opinião, mas acabou vencendo a eleição com menos de três porcento de diferença. Ele foi o único novo senador republicano novo no 110° Congresso. Corker tomou posse em 4 de janeiro de 2007.

### Eleição de 2012
Em novembro de Novembro de 2012, Corker venceu a sua reeleição com 64.9% dos votos. Corker enfrentou o democrata conservador Mark E. Clayton, do Candado de Davidson, perto de Nashville, que recebeu 30.4% dos votos. Clayton era desaprovado pelo próprio partido, uma liderança local pediu aos democratas que colocassem um candidato a escolha deles na corrida contra Corker; a razão dada foi a "associação de Clayton com um grupo de ódio", uma aparente referência ao fato de Clayton ser o vice-presidente do Public Advocate, um grupo baseado em Washington, D.C, que é contra o homossexualismo.

### Mandato

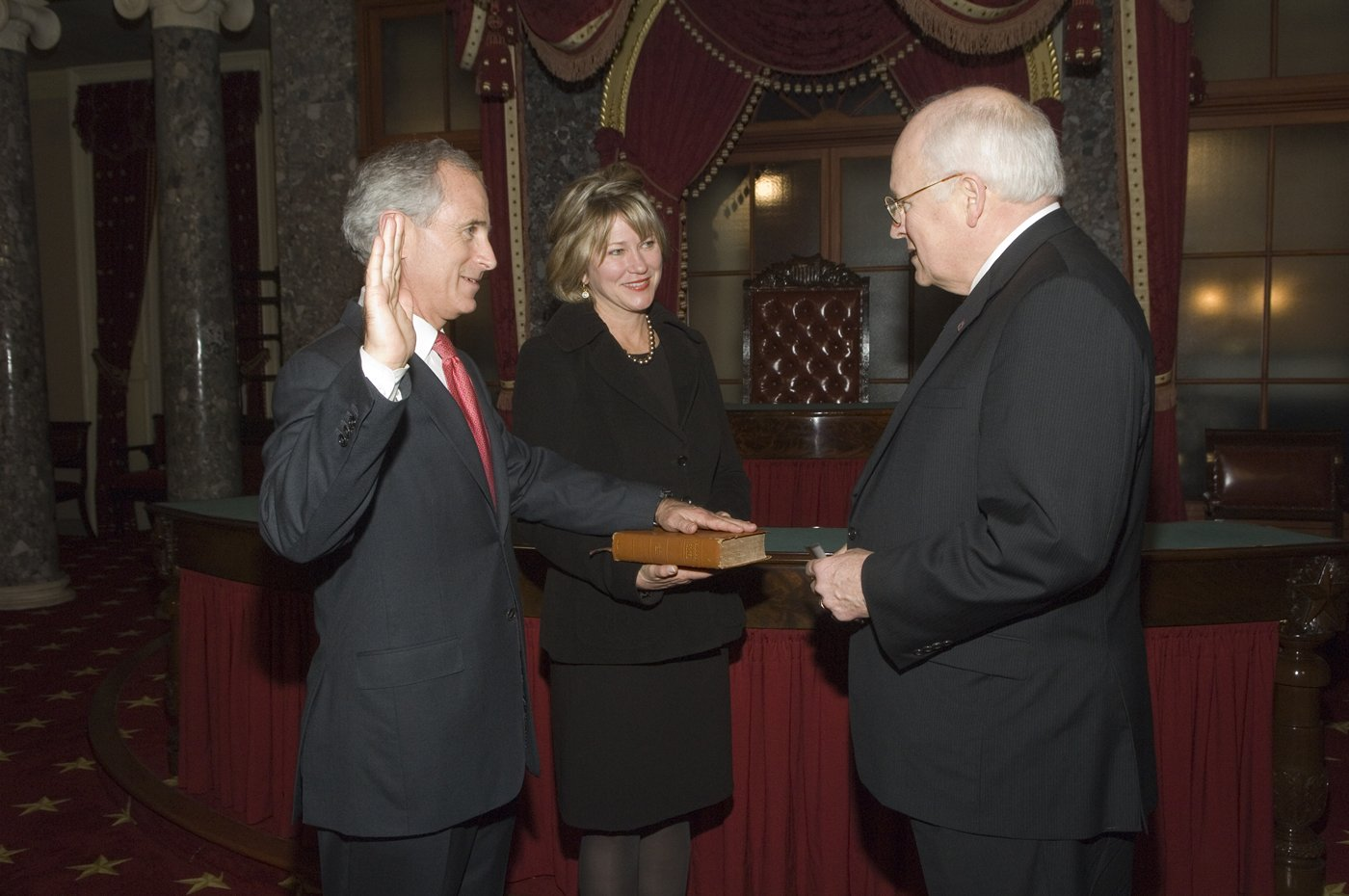
Bob Corker tomando posse como senador.

Corker foi um dos membros originais da Gangue dos 10, que agora possui vinte membros, um grupo bipartidário (com políticos democratas e republicanos) que buscava uma reforma energética no país. O grupo buscava uma reforma que encorajaria decisões estaduais para a perfuração de petróleo nas plataformas continentais e autorizaria o investimento de bilhões de dólares para a conservação e na energia alternativa.
Em junho de 2008, Corker estava entre os 36 senadores que votaram contra o encerramento dos debates para o progresso da America's Climate Security Act de 2007, um projeto para trabalhar na redução das emissões de gases poluentes nos Estados Unidos. Mais cedo, Corker havia oferecido três emendas adicionais para o ato que tinham como foco o retorno da maior quantia de dinheiro possível para os consumidores americanos, em parte eliminado subsídios e compensações internacionais. Dois anos depois, ele apoiou uma proposta no senado que expressava a desaprovação da regra submetida pela Agência de Proteção Ambiental (EPA) para encontrar e identificar gases de efeito estufa como uma regulação no Clean Air Act. Na primavera de 2011, ele foi o co-relator do Energy Tax Prevention Act, que teria feito com que o Clean Air Act proibisse a EPA de regular os gases de efeito estufa, e protegeria cidadãos e empresas de pagar custos mais altos que lhes são imputados pelas empresas obrigadas a respeitar as novas regulações. Corker disse que na época ele esperava que essa lei fosse uma alternativa as regulações administrativas da EPA, e que o congresso "determinaria uma política energética racional para o país, ao mesmo tempo que avançasse nas segurança energética, mantivesse políticas existentes para garantir água e ar puro.”
Em 2008, Corker foi um dos apenas dezesseis senadores que se opôs ao Economic Stimulus Act de 2008, criticando-o por ser um “estimulo político” para as campanhas eleitorais. Ele mais tarde descreveu o pacote de estímulos que passou no congresso como "bobo".
Em dezembro de 2008, Corker se opôs ao the resgate federal a fabricantes de automóveis norte-americanos falidas, e expressou dúvida de que as companhias poderiam ser salvas. Corker propôs que os fundos federais nas companhias fossem dados apenas se fossem acompanhados de cortes nos custos trabalhistas e de outras concessões da união. As negociações sobre a proposta de Corker ruíram na noite de 11 de dezembro de 2008. A United Auto Workers, um sindicato de trabalhadores do setor automobilístico, que já havia aceitado uma série de cortes em seu contrato atual, tentou adiar quaisquer cortes adicionais até 2011, enquanto Corker pedia que os cortes entrassem em vigor em 2009. Os republicanos culparam a UAW pelas falhas para chegar a um acordo, enquanto a UAW declarava que a proposta de tinha como destaque "trabalhadores e reformados por tratamento diferente e faz com que eles assumam todo o ônus da reestruturação." Em 13 de dezembro de 2008, a Businessweek reportou que Corker foi "um dos responsáveis pela nova fábrica da Volkswagen em Chattanooga por um custo de quinhentos e setenta e sete milhões de dólares em incentivos fiscais" durante o seu mandato como prefeito de Chattanooga, levantando questões dobre as motivações de Corker durante as negociações.
Em setembro de 2009, Corker se tornou um membro especial do Comitê do Senado para o Envelhecimento, substituindo o ex-senador, Mel Martinez.
Em 20 de maio de 2010, apesar de seu papel inicial como negociador chave republicano na reforma financeira, Corker votou contra a Carta de Regulações Financeiras do Senado ("Restoring American Financial Stability Act", a versão do senado do que acabou se tornando o Dodd–Frank Wall Street Reform and Consumer Protection Act), que incluía provisões de maior escrutínio de derivados financeiros entre os maiores bancos americanos e instituições financeiras. Após a votação no senado, Corker expressou o seu descontentamento com a carta, destacando, entre outras coisas, que ela não iria incluir adequadamente as preocupações sobre a integridade da subscrição de empréstimos, ou a necessidade de endurecer as leis de falência, e prever uma liquidação ordenada. A principal critica a reforma financeira feita por Corker em 10 de junho de 2010, foi feita na sessão do senado para tratar da regulação financeira foi que se a reforma fosse aprovada, a industria e os empregos seriam prejudicados.
Corker se opõe aos limites das taxas de cartão de crédito impostas pelos bancos nas transações financeiras. Corker foi um dos três republicanos que apoiaram a Nova Redução Estratégica da Ameaça das Armas (New START) no Comitê de Relações Exteriores do Senado em setembro de 2010.
Em abril 2013, Corker foi um dos quarenta e seis senadores que votaram contra um projeto que iria expandir a verificação de antecedentes dos compradores de armas. Corker votou junto com quarenta republicanos e cinco democratas para impedir a aprovação da medida.

### Aposentadoria
Em 26 de setembro de 2017, Corker anunciou que ele não iria tentar uma reeleição em 2018. Após anunciar a sua aposentadoria, Corker intensificou a sua oposição ao presidente Donald Trump, acusando-o de mentir, degradar os Estados Unidos e enfraquecer a sua influência mundial.

## Controvérsias

### Venda de pantanais protegidos
Em 2003, a Osborne Enterprises, uma afiliada da companhia imobiliária do Grupo Corker, vendeu áreas pantanosas protegidas perto do sul do Riacho Chickamauga em Chattanooga para o Walmart por 4.6 milhões de dólares. Em julho de 2003, o educador ambiental, Sandy Kurtz expediu uma ordem de restrição para impedir a construção do Walmart. Após um pouco tempo em vigor, a ordem foi anulada em 15 de julho de 2003. O Walmart foi inaugurado em maio 2004.
O advogado Joe Prochaska, que representou Kurtz, serviu de 1992 a 1997 como um membro do comitê executivo do partido democrata no Condado de Davidson. Prochaska acusou Corker de vender a área pouco tempo depois da construção na área ser autorizada. Entretanto, registros públicos mostraram que a terra poderia ser usada para construção antes de Corker ter tomado posse como prefeito em abril de 2001. Como parte do projeto, o corpo de engenheiros aprovou que 2.5 acres do pantanal fossem usados para ampliar uma estrada de acesso, em troca da adição de mais onze acres de novas terras pantanosas na área próxima. Os registros publicos não mostram envolvimento de Corker no processo de aprovação.
Em 2006, durante a campanha de Corker para o senado dos Estados Unidos contra o democrata Harold Ford Jr., um segundo processo foi feito por Kurtz, sendo novamente representado por Prochaska, e pelo Conselho do Meio Ambiente do Tennessee. O processo acusava a Walmart de "invadir" a área protegida e que isso também tinha sido feito pela companhia de Corker. O documento alegava que Corker não tinha interesse completamente distante da propriedade onde a  Walmart foi construída ou na área natural na época que o acordo foi feito. A campanha de Corker destacou que um artigo publicado em 5 de março de 2003 no Chattanooga Times Free Press identificou publicamente o interesse de Corker no terreno, através da Osborne Enterprises, e que, como prefeito, uma confiança cega impediu Corker de se envolver em questões como essas que afetaram seu negócio.
Em 13 de outubro de 2006, os advogados envolvidos no caso anunciaram um acordo de assentamento. Detalhes do acordo não foram anunciados, mas os registros do tribunal indicavam que uma parte do acordo indicavam uma porção das terras poderiam ser compradas pelo Conselho do Meio Ambiente do Tennessee em um período de 45 dias uma porção de  13 acres (53 mil m2) da terra em disputa que o conselho esperava dedicar para uso público.

### Blind Trust
Pouco tempo depois de assumir como prefeito, Corker voluntariamente colocou os seus negócios e ações imobiliárias do Condado de Hamilton em um blind trust para evitar "até a percepção de qualquer conflito". Corker declarou que a visibilidade de suas propriedades e o conhecimento público de que ele era o dono delas serviria como um obstáculo para as suas ações como prefeito.

Em 11 de outubro de 2006, o Commercial Appeal reportou que o blind trust que Corker preparou para evitar conflitos de interesse enquanto era prefeito "não eram tão ocultos assim". De acordo com e-mails descobertos pelo site (que estavam presumidamente perdidos):
Corker se encontrou frequentemente com funcionários de suas companhias privadas enquanto era prefeito de 2001 a 2005, e ele compartilhou dicas de negócios com os outros. Corker também teve ajuda em sua campanha para a prefeitura em 2001, onde um secretário de governo passou nas listas de votação e organizou reuniões com o dono de empresas imobiliárias milionário.
Os e-mails mostravam que Corker se encontrava frequentemente com seus funcionários do Grupo Corker, que era parte do blind trust, enquanto ele era prefeito. Quando questionado sobre os e-mails divulgados, Corker disse que ele pensava que o blind trust tinha "funcionado muito bem" e que ele havia vendido a maior parte dos negócios para evitar conflitos de interesse no Senado.

### Desentendimentos com um acadêmico
Caminhando pelo Stringer’s Ridge perto de Chattanooga em 13 de novembro de 2016, o senador Corker se encontrou com um professor de faculdade chamado David G. Haskell, que estava caminhando pela trilha com três colegas. De acordo com o Blog de Haskell: ele se aproximou do senador e o saudou, e depois declarou que ficou envergonhado de ser cidadão de um estado onde o senador não denunciaria Donald Trump por "se gabar" de assédio sexual. Haskell disse que como tenessiano ficou indignado com o seu silêncio. De acordo com Haskell, Corker respondeu, “Se você não gostou disso, então deveria sair do estado.” Corker continuou, “são pessoas que não aceitam os resultados da eleição como você que dividem esse país. O que você fez por este estado?”

Em um artigo do Tennessean, o gabinete de Corker declarou que Haskell tinha se aproximado agressivamente dele e com linguagem pejorativa. A porta-voz de Corker, Micah Johnson disse que Haskell abordou o senador agressivamente em "um diálogo profano e apontou um dedo para sua cara.", também disse que Haskell "estava com vergonha de viver em um estado onde a maioria dos cidadãos votam em Donald Trump" e que “O senador Corker calmamente sugeriu que o professor não era obrigado a viver no Tennessee se não o desejasse". Haskell foi um finalista do Prêmio Pulitzer em 2013 pelo seu livro The Forest Unseen: A Year’s Watch in Nature.